# 歐振隆
歐振隆（1929年4月12日—1952年12月11日），中國共產黨黨員，日治時期台南州人，因同學張璧坤介紹，徐懋德監誓加入省工委學工委的台大法學院支部，並受指示擔任台灣民主自治同盟小組長，發展地下組織，引薦同學吳逸民加入共產黨，1949年8月光明報被繳獲，光明報曝光台大法學院支部成員多人遭到逮捕，1950年共諜蔡孝乾變節供出大批共黨組織人員名單，導致中國共產黨在台組織瓦解，學工委書記李水井遭逮捕，法學院同學張英杰自新並成為線民，歐振隆、吳崇慈、吳逸民等皆被捕，於1952年保安司令部判決死刑，同年12月11日槍決於台北馬場町刑場。

## 生平
歐振隆，1924年生於日治時期台南州人，台南州立第二中學校畢（今台南一中），1948年考取台灣大學法學院，1947年二二八事件發生後，知識分子大幅左傾，國共內戰日益激烈，1948年9月，地下黨安排公費留學生張璧坤返台就讀台大法學院經濟系擔任入省工委台大法學院書記葉城松之助手，發展共產黨組織吸收成員。1949年歐振隆加入張璧坤成立之讀書會，同年10月張璧坤正式吸收歐振隆加入共產黨，由學工委書記徐懋德監誓，並擔任台灣民主自治同盟小組長，期間歐振隆引薦同學吳逸民加入台大法學院支部，成為日後遭重判之重要原因。
1949年8月，光明報被繳獲，台大法商學生王明德意外造成光明報組織曝光，造成王子英、林榮勳、詹昭光、戴傳李等多人遭到逮捕，1949年10月葉城松南下躲避，由張璧坤接任台大法學院書記，受學工委書記徐懋德領導，1950年2月，徐懋德潛逃回大陸，學工委轉交由李水井帶領。1950年5月李水井遭逮捕，學工委瓦解，張璧坤、鄭文峰、歐振隆等皆離校逃亡，台大法學院支部至此瓦解。
歐振隆逃到台東鹿野，在鹿野鄉農會擔任會計，1952年，台大經濟系張英傑自首將歐振隆供出，並透過當局安排誘捕吳崇慈，歐振隆則表示欲吸收吳逸民加入組織，因加入組織要觀察半年，吳逸民因蔡孝乾隨即落網而尚未正式加入。由於1949年懲治叛亂條例實施後，1950年至1952年審判最嚴，只要是擔任省工委組長或吸收成員都會被判死刑，歐振隆屬於台大法學院支部案，並被列為吳哲雄等叛亂案之案頭，同案吳哲雄、洪金盛、涂炳榔、吳崇慈、吳逸民、洪育樵皆遭判5至10年以上重刑。1952年11月11日臺灣省保安司令部軍法處判決書字號41安潔字第2448號，依意圖以非法之方法顛覆政府而著手實行判決歐振隆死刑，1952年12月11日槍決於台北馬場町刑場。

### 平反
2018年12月7日，促進轉型正義委員會促轉三字第1075300145A號函文，公告受難者黃藻儒君等1505人應予平復司法不法之刑事有罪判決暨其刑，其中(41)安潔字第2448號，有關歐振隆意圖以非法之方法顛覆政府而著手實行之有罪判決暨其刑及沒收之宣告正式撤銷。

## 紀念
2013年10月 北京西山國家森林公園的無名英雄廣場上立有無名英雄紀念碑，為紀念來台灣在1950年代被處決「隱避戰線烈士」而設立，歐振隆銘刻於紀念碑上，為中共國家安全部追認之中華人民共和國烈士。